# Оврата
Оврата је мало ненасељено острво у хрватском делу Јадранског мора.
Оврата у неким географским картама Оврат налази се у Националном парку Мљет окружено острвима Морачник и Кобрава, источно од Тајника од којег је удаљен око 0,6 км. Површина острва износи 0,036 км². Дужина обалске линије је 1,18 км.. Највиши врх на острву висок је 32 метара.